# Andrea Amendola
Andrea Amendola (Palermo?, ... – Napoli, ...; fl. XVIII secolo) è stato un musicista italiano.

## Biografia
Fu insegnante al conservatorio partenopeo di S. Onofrio dal 1714 al 1715 e compositore di vari lavori religiosi conservati nell'archivio napoletano dei filippini.